# A The Strain – A kór epizódjainak listája
A The Strain – A kór 2014. július 13-án indult az FX televíziós csatornán az Amerikai Egyesült Államokban. A sorozat 4 évad után 2017. szeptember 17-én végleg befejeződött. Magyarországon a FOX kezdte vetíteni 2014. július 13-án.

## Évados áttekintés
| Évad | Évad | Részek száma | Részek száma | Eredeti sugárzás    | Eredeti sugárzás     | Eredeti adó | Magyar sugárzás   | Magyar sugárzás    | Magyar adó |
| Évad | Évad | Részek száma | Részek száma | Évadbemutató        | Évadzáró             | Eredeti adó | Évadbemutató      | Évadzáró           | Magyar adó |
| ---- | ---- | ------------ | ------------ | ------------------- | -------------------- | ----------- | ----------------- | ------------------ | ---------- |
|      | 1.   | 13           | 13           | 2014. július 13.    | 2014. október 5.     | FX          | 2014. október 21. | 2015. január 6.    | Fox        |
|      | 2.   | 13           | 13           | 2015. július 12.    | 2015. október 4.     | FX          | 2015. október 7.  | 2015. december 30. | Fox        |
|      | 3.   | 10           | 10           | 2016. augusztus 28. | 2016. október 30.    | FX          | 2016. október 12. | 2016. december 14. | Fox        |
|      | 4.   | 10           | 10           | 2017. július 16.    | 2017. szeptember 17. | FX          | n. a.             | n. a.              | n. a.      |

## Első évad (2014)
| Sor. | Év. | Cím                                           | Rendező            | Író                 | Premier                                 | Nézettség   |
| --- | --- | --------------------------------------------- | ------------------ | ------------------- | --------------------------------------- | ----------- |
| 1. | 1.  | 0. éjszaka (Night Zero)                       | Guillermo del Toro | Guillermo del Toro  | 2014. július 13. 2014. október 21.      | 2,99 millió |
| Amikor leszáll egy repülőgép New Yorkban, amelynek fedélzetén mindenkit holtan találnak, Dr. Ephraim Goodweathert, a Járványügyi Központ Kanári Projektjének vezetőjét csapatával együtt a helyszínre hívják, hogy segítsenek a nyomozásban. A harlemi zálogkölcsönző, Abraham Setrakian is a reptérre siet, mert meggyőződése, hogy az elsőre rejtélyes járványkitörésnek tűnő jelenség egy végtelenül gonoszabb okra vezethető vissza. |     |                                               |                    |                     |                                         |             |
| 2. | 2.  | A láda (The Box)                              | David Semel        | David Weddle        | 2014. július 20. 2014. október 28.      | 2,12 millió |
| 3. | 3.  | Eltűntek (Gone Smooth)                        | David Semel        | Chuck Hogan         | 2014. július 27. 2014. október 21.      | 2,30 millió |
| 4. | 4.  | Nem való mindenkinek (It's Not for Everyone)  | Keith Gordon       | Regina Corrad       | 2014. augusztus 3. 2014. november 4.    | 2,27 millió |
| 5. | 5.  | Szökevények (Runaways)                        | Peter Weller       | Gennifer Hutchison  | 2014. augusztus 10. 2014. november 11.  | 2,03 millió |
| 6. | 6.  | Napfogyatkozás (Occultation)                  | Peter Weller       | Justin Britt-Gibson | 2014. augusztus 17. 2014. november 18.  | 2,26 millió |
| 7. | 7.  | Szolgálatának jutalma (For Services Rendered) | Charlotte Sieling  | David Weddle        | 2014. augusztus 24. 2014. november 25.  | 2,43 millió |
| 8. | 8.  | Az éjszaka szülöttei (Creatures of the Night) | Guy Ferland        | Chuck Hogan         | 2014. augusztus 31. 2014. december 2.   | 1,91 millió |
| 9. | 9.  | Eltűnt személy (The Disappeared)              | Charlotte Sieling  | Regina Corrado      | 2014. szeptember 7. 2014. december 9.   | 1,87 millió |
| 10. | 10. | Szeretteink (Loved Ones)                      | John Dahl          | Gennifer Hutchison  | 2014. szeptember 14. 2014. december 16. | 2,22 millió |
| 11. | 11. | A harmadik sín (The Third Rail)               | Deran Sarafian     | Justin Britt-Gibson | 2014. szeptember 21. 2014. december 23. | 2,28 millió |
| 12. | 12. | Utolsó rítusok (Last Rites)                   | Peter Weller       | Carlton Cuse        | 2014. szeptember 28. 2014. december 30. | 1,97 millió |
| 13. | 13. | A Mester (The Master)                         | Phil Abraham       | Carlton Cuse        | 2014. október 5. 2015. január 6.        | 2,09 millió |

## Második évad (2015)
| Sor. | Év. | Cím                                          | Rendező         | Író                 | Premier                                 | Nézettség   |
| ---- | --- | -------------------------------------------- | --------------- | ------------------- | --------------------------------------- | ----------- |
| 14.  | 1.  | Brooklyn (BK, NY)                            | Gregory Hoblit  | Carlton Cuse        | 2015. július 12. 2015. október 7.       | 1,66 millió |
| 15.  | 2.  | Bármi áron (By Any Means)                    | TJ Scott        | Bradley Thompson    | 2015. július 19. 2015. október 14.      | 1,63 millió |
| 16.  | 3.  | Az ellenállás erődje (Fort Defiance)         | Guy Ferland     | Regina Corrado      | 2015. július 26. 2015. október 21.      | 1,47 millió |
| 17.  | 4.  | Ezüstangyal (The Silver Angel)               | J. Miles Dale   | Chuck Hogan         | 2015. augusztus 2. 2015. október 28.    | 1,38 millió |
| 18.  | 5.  | Gyors és fájdalommentes (Quick and Painless) | J. Miles Dale   | Liz Phang           | 2015. augusztus 9. 2015. november 4.    | 1,26 millió |
| 19.  | 6.  | Személyazonosság (Identity)                  | Howard Deutch   | Justin Britt-Gibson | 2015. augusztus 16. 2015. november 11.  | 1,44 millió |
| 20.  | 7.  | A Félvér (The Born)                          | Howard Deutch   | Chuck Hogan         | 2015. augusztus 23. 2015. november 18.  | 0,90 millió |
| 21.  | 8.  | Behatolók (Intruders)                        | Kevin Dowling   | David Weddle        | 2015. augusztus 30. 2015. november 25.  | 1,36 millió |
| 22.  | 9.  | Az Ütközet (The Battle for Red Hook)         | Kevin Dowling   | Regina Corrado      | 2015. szeptember 6. 2015. december 2.   | 1,16 millió |
| 23.  | 10. | Az orvlövész (The Assassin)                  | Phil Abraham    | Liz Phang           | 2015. szeptember 13. 2015. december 9.  | 1,30 millió |
| 24.  | 11. | Zsákutca (Dead End)                          | Phil Abraham    | Carlton Cuse        | 2015. szeptember 20. 2015. december 16. | 1,42 millió |
| 25.  | 12. | Fénytelenül (Fallen Light)                   | Vincenzo Natali | Bradley Thompson    | 2015. szeptember 27. 2015. december 23. | 1,23 millió |
| 26.  | 13. | Vonattal az éjszakába (Night Train)          | Vincenzo Natali | Carlton Cuse        | 2015. október 4. 2015. december 30.     | 1,17 millió |

## Harmadik évad (2016)
| Sor. | Év. | Cím                                                 | Rendező         | Író              | Premier                                | Nézettség   |
| ---- | --- | --------------------------------------------------- | --------------- | ---------------- | -------------------------------------- | ----------- |
| 27.  | 1.  | New York erős (New York Strong)                     | J. Miles Dale   | Carlton Cuse     | 2016. augusztus 28. 2016. október 12.  | 1,35 millió |
| 28.  | 2.  | A fehér oldat (Bad White)                           | J. Miles Dale   | David Weddle     | 2016. szeptember 4. 2016. október 19.  | 0,99 millió |
| 29.  | 3.  | Elsőszülött (First Born)                            | Ken Girotti     | Chuck Hogan      | 2016. szeptember 11. 2016. október 26. | 1,11 millió |
| 30.  | 4.  | Elment, de nem felejtjük (Gone But Not Forgotten)   | Ken Girotti     | Regina Corrado   | 2016. szeptember 18. 2016. november 2. | 0,99 millió |
| 31.  | 5.  | Őrültek (Madness)                                   | Deran Sarafian  | Liz Phang        | 2016. szeptember 25. 2016. november 9. | 0,88 millió |
| 32.  | 6.  | A Central Park-i csata (The Battle of Central Park) | Deran Sarafian  | Bradley Thompson | 2016. október 2. 2016. november 16.    | 0,80 millió |
| 33.  | 7.  | Kollaboránsok (Collaborators)                       | TJ Scott        | Chuck Hogan      | 2016. október 9. 2016. november 23.    | 0,82 millió |
| 34.  | 8.  | Fehér fény (White Light)                            | TJ Scott        | Regina Corrado   | 2016. október 16. 2016. november 30.   | 0,85 millió |
| 35.  | 9.  | Győzelem, vagy halál (Do or Die)                    | Vincenzo Natali | David Weddle     | 2016. október 23. 2016. december 7.    | 0,94 millió |
| 36.  | 10. | A bukás (The Fall)                                  | Carlton Cuse    | Carlton Cuse     | 2016. október 30. 2016. december 14.   | 0,89 millió |

## Negyedik évad (2017)
| Sor. | Év. | Cím                | Rendező        | Író                             | Premier              | Nézettség   |
| ---- | --- | ------------------ | -------------- | ------------------------------- | -------------------- | ----------- |
| 37.  | 1.  | The Worm Turns     | J. Miles Dale  | Carlton Cuse , Chuck Hogan      | 2017. július 16.     | 1,44 millió |
| 38.  | 2.  | The Blood Tax      | J. Miles Dale  | Liz Phang                       | 2017. július 23.     | 0,91 millió |
| 39.  | 3.  | One Shot           | Kevin Dowling  | Bradley Thompson , David Weddle | 2017. július 30.     | 0,86 millió |
| 40.  | 4.  | New Horizons       | Kevin Dowling  | Mickey Fisher                   | 2017. augusztus 6.   | 1,17 millió |
| 41.  | 5.  | Belly of the Beast | Norberto Barba | Jeff Wadlow                     | 2017. augusztus 13.  | 0,93 millió |
| 42.  | 6.  | Tainted Love       | Norberto Barba | Paul Keables                    | 2017. augusztus 20.  | 0,79 millió |
| 43.  | 7.  | Ouroboros          | Thomas Carter  | Andy Iser                       | 2017. augusztus 27.  | 0,89 millió |
| 44.  | 8.  | Extraction         | Paco Cabezas   | Liz Phang                       | 2017. szeptember 3.  | 1,01 millió |
| 45.  | 9.  | The Traitor        | Jennifer Lynch | David Weddle , Bradley Thompson | 2017. szeptember 10. | 0,84 millió |
| 46.  | 10. | The Last Stand     | J. Miles Dale  | Chuck Hogan , Carlton Cuse      | 2017. szeptember 17. | 1,00 millió |